# Solanum valdiviense
Solanum valdiviense är en potatisväxtart som beskrevs av Michel Félix Dunal. Solanum valdiviense ingår i släktet skattor som ingår i familjen potatisväxter. Inga underarter finns listade i Catalogue of Life.